# Wyspy Szczurze
Wyspy Szczurze (ang. Rat Islands, ale. Quax̂um tanagis) – grupa wysp należąca do archipelagu Aleutów, w południowo-zachodniej części amerykańskiego stanu Alaska, leżąca między Wyspami Bliskimi na zachodzie i Andreanof Islands (Wyspami Andrejanowa) na wschodzie. Największe wyspy grupy to od zachodu do wschodu: Kiska, Little Kiska, Segula, Hawadax (dawniej Rat Island), Khvostof, Davidof, Little Sitkin, Amczitka i Semisopochnoi. Całkowita powierzchnia wysp wynosi 934,594 km².
Wyspy nie są zamieszkane. W 1965 roku miało na nich miejsce trzęsienie ziemi o magnitudzie 8,7, jedno z najsilniejszych w notowanej historii.